# Биджова-Гайдова, Васка
Васка Биджова-Гайдова (макед. Васка Биџова-Гајдова; 26 июня 1924, Прилеп, Королевство сербов, хорватов и словенцев — 5 сентября 2014, Скопье, Республика Македония) — югославская оперная певица (колоратурное сопрано).

## Биография
Васка Биджова-Гайдова родилась в 1924 году в Прилепе. В юности пела в различных хорах и планировала заниматься преподаванием, но по совету дирижёра и композитора Стефана Гайдова поступила в музыкальное училище Нины Монастри-Кунели в Скопье и в 1951 году дебютировала на оперной сцене Македонского национального театра, исполняя партию Царицы ночи в опере «Волшебная флейта». Затем певица продолжила образование в Любляне, а с 1956 по 1958 год училась в Венской академии музыки (ныне Венский университет музыки и исполнительского искусства) в классе Марии Брант.
В 1974 году Васка Биджова-Гайдова была награждена государственной наградой Македонии «11 октября», а в 1979 — Золотой лирой Союза музыкантов Югославии.
Умерла 5 сентября 2014 года в Скопье.

## Партии
| Опера                                            | Партия         | Год  |
| ------------------------------------------------ | -------------- | ---- |
| «Волшебная флейта» (Вольфганг Амадей Моцарт)     | Царица ночи    | 1951 |
| «Тайный брак» (Доменико Чимароза)                | Каролина       | 1952 |
| «Свадьба Фигаро» (Вольфганг Амадей Моцарт)       | Керубино       |      |
| «Севильский цирюльник» (Джоаккино Россини)       | Розина         | 1954 |
| «Бал-маскарад» (Джузеппе Верди)                  | Оскар          | 1955 |
| «Любовный напиток» (Гаэтано Доницетти)           | Адина          |      |
| «Похищение из сераля» (Вольфганг Амадей Моцарт)  | Констанца      | 1959 |
| «Сказки Гофмана» (Жак Оффенбах)                  | Олимпия        | 1965 |
| «Альберт Херринг» (Бенджамин Бриттен)            | Мисс Вордсворт | 1970 |
| «Так поступают все» (Вольфганг Амадей Моцарт)    | Фьордилиджи    | 1972 |
| «Орфей и Эвридика» (Кристоф Виллибальд фон Глюк) | Эвридика       | 1973 |
| «Лючия ди Ламмермур» (Гаэтано Доницетти)         | Лючия          |      |
| «Марта» (Фридрих фон Флотов)                     | Марта          |      |
| «Риголетто» (Джузеппе Верди)                     | Джильда        | 1974 |